# Gibasis venustula
Gibasis venustula là một loài thực vật có hoa trong họ Commelinaceae. Loài này được (Kunth) D.R.Hunt mô tả khoa học đầu tiên năm 1978.